# TSV Amicitia Viernheim
TSV Amicitia Viernheim is een Duitse sportclub uit Viernheim Hessen. De club ontstond in 2008 door een fusie tussen Spvgg Amicitia Viernheim en TSV Viernheim. De club is actief in basketbal, voetbal, handbal, atletiek, tafeltennis, triathlon en turnen. De damesafdeling van de club speelt al sinds 2008 in de 2. Bundesliga en zijn het uithangbord van de club. Hoewel de club uit Hessen komt hebben ze altijd in de naburige Badische competities gespeeld. 

## Spvgg Amicitia Viernheim
In 1909 werd de club Amicitia opgericht dat in 1923 fuseerde met Sportverein 09 en zo de naam Sportvereinigung Amicitia Viernheim aannam. In 1932 bereikte de club de finale van de Zuid-Duitse beker en verloor daar met 4:0 van de Stuttgarter Kickers. In 1935 en 1939 promoveerde de club naar de Gauliga Baden, maar kon het behoud daar niet verzekeren. 
In 1957 werd de club Zuid-Duits amateurkampioen en promoveerde naar de II. Oberliga Süd. Na de invoering van de Bundesliga werd de Regionalliga de tweede klasse, waar de club na één seizoen al uit degradeerde. Na nog een paar jaar Amateurliga zonk de club weg naar de Bezirksliga. Eind jaren tachtig en midden jaren negentig kon de club nog kort terugkeren naar de Oberliga, maar zakte dan weer helemaal weg tot de onderste regionen. Na enkele promoties speelde de club terug in de Verbandsliga Baden tot in 2017 een degradatie volgde. 